# Duncan Mackinnon (judoka)
Duncan Terrence MacKinnon (2 de mayo de 1970) es un deportista sudafricano que compitió en judo. Ganó dos medallas en el Campeonato Africano de Judo en los años 1996 y 1997.

## Palmarés internacional
| Campeonato Africano | Campeonato Africano    | Campeonato Africano | Campeonato Africano |
| Año                 | Lugar                  | Medalla             | Categoría           |
| ------------------- | ---------------------- | ------------------- | ------------------- |
| 1996                | Sudáfrica (Sudáfrica)  | Medalla de plata    | –65 kg              |
| 1997                | Casablanca (Marruecos) | Medalla de bronce   | –65 kg              |